# Principe d'attribution
Le principe d'attribution est l'un des principes fondamentaux du droit de l'Union européenne. D'après ce principe, l'Union européenne est une union d'États membres et toutes ses compétences lui sont volontairement conférées par ses États membres. L'Union européenne n'a pas de compétence en elle-même (en) et par conséquent les domaines politiques qui ne sont pas explicitement dévolus à l'Union européenne par les traités restent du domaine des États membres.

## Historique
Ce principe a toujours existé dans l'Union européenne, mais il a été explicitement énoncé pour la première fois dans le traité établissant une constitution pour l'Europe, puis repris par la suite par le traité de Lisbonne.

## Consécration textuelle
« En vertu du principe d'attribution, l'Union n'agit que dans les limites des compétences que les États membres lui ont attribuées dans les traités pour atteindre les objectifs que ces traités établissent. Toute compétence non attribuée à l'Union dans les traités appartient aux États membres. »

— Article 5 paragraphe 2 du traité sur l'Union européenne.

## Sources

## Compléments

### Lectures approfondies
- Sean Van Raepenbusch, Droit institutionnel de l'Union européenne, Larcier, 2016  (ISBN 978-2804478186)
- Antoine Bailleux et Hugues Dumont, Le pacte constitutionnel européen : Tome 1, Fondements du droit institutionnel de l'Union, Bruylant, 2015  (ISBN 978-2802736943)